# Villanova d'Ardenghi
Villanova d'Ardenghi es una localidad y comune italiana de la provincia de Pavía, región de Lombardía, con 687 habitantes.

## Evolución demográfica
| Gráfica de evolución demográfica de Villanova d'Ardenghi entre 1861 y 2001 |
|                                                                            |
| Fuente ISTAT - elaboración gráfica de Wikipedia                            |